# Nidaros Futsal
Il Nidaros Futsal è stata una squadra norvegese di calcio a 5 con sede a Trondheim.

## Storia
La società è stata fondata il 1º febbraio 2004 e deve la sua denominazione al nome medioevale della città di Trondheim. Nella stagione 2008–09 il Nidaros ha vinto la prima edizione del campionato norvegese di calcio a 5, qualificandosi di diritto alla successiva Coppa UEFA 2009-10. Il Nidaros è stato il primo club norvegese a disputare la competizione continentale. Al termine della stagione 2014-15 la società unisce le forze con i concittadini dei Pumas Futsalklubb Trondheim, cessando di fatto l'attività sportiva.

## Palmarès
- Campionato norvegese: 1
2008-09